# Яогань-14
Яогань-14 (кит. упр. 遥感十四号) — китайский спутник оптической разведки серии Яогань. По официальной информации, спутники Яогань предназначены для дистанционного зондирования Земли, определения урожайности земель, предупреждения о стихийных бедствиях. Однако независимые эксперты считают их разведывательными спутниками.

## Конструкция
Спутники Яогань имеют два типа: оптические и радарные. Яогань-14 является спутником оптического наблюдения. Вероятно, его системы наблюдения разработаны институтом оптики Чанчуня и 508-м институтом Академии космических технологий Китая (CAST).

## Запуск
Запуск Яоганя-14 является 162-м пуском с использованием ракет серии «Великий поход». Вместе с ним запущен научный микроспутник Тяньто-1.